# Параноа (водохранилище)
Параноа (порт. Lago do Paranoá) — водохранилище в Бразилии окружностью 80 км. Площадь поверхности — 48 км². Расположено к востоку от города Бразилиа, образовано в результате сооружения плотины на реке Параноа. На его берегах находятся посольства и консульства, спортивные клубы, рестораны, северные и южные жилые районы Setor Habitacional Norte и ду-Сул, Университет Бразилиа, олимпийский центр и Palácio да Alvorada (Дворец Рассвета), официальная резиденция президента Бразилии.

## Топоним
«Paranoá» — в переводе с языка Тупи «воды на входе», название создано путём соединения слов «paranã» — море и «kûá» — залив.

## Плотина
12 сентября 1959 года на реке Параноа была построена плотина ГЭС для снабжения федерального округа. В настоящее время поставляет лишь 2,5 % от энергопотребления округа.

## Дикая природа
По берегам водохранилища распространены такие виды птиц как: цапля, орел-рыбак, красноногая утка и утка Ирере (irerê). Среди млекопитающих наблюдались выдра, морская свинка, водяная крыса, белоухий скунс и полевая мышь. Встречаются кайманы, которые предпочитают обитать в богатом растительностью мелководье и обычно не нападают на людей.

## Навигация и водные виды спорта
В федеральном округе зарегистрировано более 11 000 судов, что является третьим по величине парусным флотом в стране. На всём протяжении водоёма устроены причалы или общественные пристани для яхт. На Параноа занимаются несколькими водными видами спорта, такими как гребля на байдарках, парусный спорт, водные лыжи и дайвинг. С 1994 года проводится регата, в которой участвуют более двухсот судов.

## Трагедия
22 мая 2011 года паром, с более чем сотней человек на борту, затонул в водохранилище Параноа. Авария произошла примерно в двадцать часов тридцать минут. Судно было рассчитано для перевозки не более девяноста пассажиров, но служба спасения заявила, что на борту находилось по меньшей мере 104 человека. Судно наклонилось и затонуло на глубине семнадцать метров, подтверждено, что по меньшей мере восемь человек погибли в этой трагедии.